# Čestmír Kalina
Čestmír Kalina (* 5. Mai 1922 in Prag; † 18. Oktober 1988 ebd.) war ein tschechoslowakischer Kugelstoßer.
1946 schied er bei den Leichtathletik-Europameisterschaften in Oslo in der Qualifikation aus, und 1948 wurde er bei den Olympischen Spielen in London Achter.
Bei den Weltfestspielen der Jugend und Studenten gewann er 1949 Gold und 1951 Bronze.
Fünfmal wurde er Tschechoslowakischer Meister (1945, 1946, 1948–1950). Seine persönliche Bestleistung von 16,06 m stellte er am 30. September 1951 in Kroměříž auf.